# Velîka Bahacika
Velîka Bahacika (în ucraineană Велика Багачка) este așezarea de tip urban de reședință a raionului Velîka Bahacika din regiunea Poltava, Ucraina. În afara localității principale, mai cuprinde și satele Bairak, Bureakivșcîna, Butova Dolîna, Dovhalivka, Harnokut, Mala Reșetîlivka, Pîlîpenkî, Șepeli și Zaton.
În secolul al XIX-lea, satul făcea parte din volostul Bahacika, uezdul Mirhorod.

## Demografie
Componența lingvistică a așezării de tip urban Velîka Bahacika
     Ucraineană (96,24%)
     Rusă (3,41%)
     Alte limbi (0,11%)
Conform recensământului din 2001, majoritatea populației așezării de tip urban Velîka Bahacika era vorbitoare de ucraineană (96,24%), existând în minoritate și vorbitori de rusă (3,41%).